# Операција Копаоник
Операција Копаоник је шифровано назив за немачко-бугарску антигерилску офанзиву против четника на подручје планина Копаоник, Гоч и Јастребац током октобра 1942. године у Другом светском рату. Немци су покренули офанзиву с циљем тоталног уништења четника Расинског корпуса, под командом пуковника Драгутина Кесеровића чији се штаб налазио у селу Крива Река. Немци и Бугари освојили су четничку слободну територију и при томе извршили злочине над српским цивилним становништвом. Четници су се успешно извукли из немачко-бугарског обруча и повукли на територију која је била ван домашаја окупаторских снага.

## Позадина
Пуковник Драгутин Кесеровић са својим Расинским корпусом створио је слободну територију која се простирала на планинама Копаоник, Гоч и Јастребац. Немце су забрињавале информације, да мајор Кесеровић ужива велику популарност у народу и да може за кратко време да мобилише око 10.000 бораца на својој територији. Четници су представљали претњу за Немце, јер су били у могућности да прекину немачке саобраћајне комуникације којима су транспортовали моравско-вардарском долином ратни материјал Ромеловим снагама на афричком фронту. Немци су се бојали да четници не нападну рудник Трепча у близини Косовске Митровице из које су вађене значајне количине руде олова и цинка за потребе њихове ратне машине.

## Немачке снаге пред напад
Немци су почетком 1942. године основали 7. СС добровољачку брдску дивизију Принц Еуген која је бројала преко 20.000 бораца и стављена под команду генерала Артура Флепса. Почетком октобра 1942. године дивизија се разместила на подручје југозападне Србије, у Краљеву, Ужицу, Ивањици, Чачку, Рашки, Косовској Митровици и Новом Пазару. За напад на четнике Расинског корпуса планирали су и делови 9. бугарске пешадијске дивизије.

## Четничке снаге пред напад
Четници Расинског корпуса, под командом пуковника Кесеровић били су распоређени на Копаонику, Јастребцу и Гочу. Расински корпус имао је око 1.500 бораца под оружјем.

## Немачки план напада
Генерал Артур Флепс, командант 7. СС дивизије Принц Еуген издао је наредбу 5. октобра 1942. године у којој се каже да немачке и бугарске снаге треба униште четничке снаге вишег устаничког вође средње Србије мајора Кесеровића на планини Копаоник чији се штаб налази у селу Крива Река. Немци и Бугари су планирали да на четнике изврше свеобухватан напад из четири правца, изврше опкољавање а затим прецизно утврђеним планом ватре униште српског непријатеља. Око 20.000 добро увежбаних и наоружаних немачких војника спремало се да изврши напад на слободне српске планине. За 7. СС добровољачку брдску дивизију Принц Еуген ово је била прва ратна операција од њеног оснивања, које је трајало од почетка пролећа до краја лета 1942. године и због тога исход ове операције био је од велике важности за Немце.

## Офанзива против четника
Немачке и бугарске снаге извршиле су свеобухватан напад на четничку територију у зору 12. октобра 1942. године. Немачке снаге извршиле су напад из четири правца. Немачка борбена група Север извршила је марш на врх Жељина а једном споредном групом на Каваљ. Борбена група Југ извршила је свеобухватан покрет у област Гобеља која се налази 17 km северозападно од Рашке. Борбена група Запад скоцентрисала је своје снаге у долини 5 km од Бање. Борбена група Исток заузела је положаје западно од Бруса. Немци и Бугари направили су обруч око четничке територије и натерали сељаке у збег. Хајнрих Химлер, који је био врховни руководилац СС трупа, био је веома заинтересован за формирање 7. СС дивизије, па је долетео у Краљево. Химлер је боравио у немачкој окупираној Србији од 15. до 18. октобра 1942. године и извршио смотру дела немачке војске.
Немачке борбене групе Север, Запад и Југ фронтално су напредовале кроз четничку територију у правцу борбене групе Исток, која је имала улогу зауставног зида за четнике. Међутим, мајор Кесеровић имао је обавештајне податке о припремама и покрету великих немачких снага за напад на његову територију. Мајор Кесеровић није сматрао целисходним да свој Расински корпус фронтално супротстави немачким и бугарским снагама. Четници Расинског корпуса на челу са мајором Кесеровићем извукли су се на време из обруча. Немци и Бугари ударили су у празно, вршећи одмазде над цивилним становништвом. Немачке и бугарске снаге спалиле су су неколико села и извршили ратни злочин над српским сеоским становништвом. Село Крива Река је највише страдало, јер је ту био смештен Кесеровић штаб. У Кривој Реци је убијено 120 цивила, које су припадници 7. СС дивизије затворили и спалили у сеоској цркви. У другим селима на Копаонику Немци су ликвидирали 300 цивила, а у селима на Гочу стрељали су 250 цивила. Немци су током ове операције ликвидирали укупно 670 цивила.